# Saint-Germain-Village
Saint-Germain-Village è un ex comune francese situato nel dipartimento dell'Eure nella regione della Normandia. A partire dal 1º gennaio 2018 è stato soppresso e fuso con Pont-Audemer nel nuovo comune di Pont-Audemer, diventando quindi un "comune delegato".

## Società

### Evoluzione demografica
Abitanti censiti